# Palazzo di Filippo
Il palazzo di Filippo (in sloveno Filipov dvorec) è un palazzo situato nel centro di Lubiana, la capitale della Slovenia.
È situato lungo il fiume Ljubljanica, davanti al Triplo ponte, all'angolo tra lungofiume Cankar (Cankarjevo nabrežje) e via Stritar (Stritarjeva ulica). Sull'angolo opposto si trova il palazzo Kresija. I due edifici segnano l'ingresso nella parte medioevale della città, ai piedi del castello.

## Storia
Il palazzo è stato progettato dopo il terremoto di Lubiana del 1895 dall'architetto Leopold Theyer in stile neorinascimentale e realizzato tra il 1896 ed il 1898. Si narra che le guglie sulle facciate siano state costruite sotto richiesta dell'allora sindaco della città Ivan Hribar, ammiratore dello stile ceco e con l'idea di far assomigliare Lubiana a Praga, la "città dalle cento guglie". Tuttavia, un'altra possibile spiegazione, più plausibile, è che le guglie dovessero ricordare le porte della città nelle vecchie mura difensive che qui sorgevano.
Il palazzo prende il nome dal suo proprietario, il commerciante Filip Schreyer.